# V živo (album, Halo)
V živo je album v živo skupine Halo. Album vsebuje posnetke s koncerta, ki ga je skupina izvedla 1. marca 1997 v Kulturnem centru Izola. Kot glasbeni gostje so sodelovali še Marino Legovič, Aljoša Jerič, Lara Baruca in Tinkara Kovač. Skupina je izvedla svoje skladbe in skladbe Danila Kocjančiča iz različnih obdobij.

## Seznam skladb
Avtorja vseh skladb sta Danilo Kocjančič in Drago Mislej, razen kjer je posebej napisano.
| Št. | Naslov                                            | Dolžina |
| --- | ------------------------------------------------- | ------- |
| 1.  | „Anita ni nikoli ...‟                             | 4:25    |
| 2.  | „Ta moška‟                                        | 3:25    |
| 3.  | „Žarek skozi meglo dneva‟ (D. Kocjančič/V. Valič) | 4:31    |
| 4.  | „Geronimo‟                                        | 4:46    |
| 5.  | „Si še jezna name‟ (D. Kocjančič/D. Urbanc)       | 4:04    |
| 6.  | „Najboljših več ni‟ (J. Ogrin/D. Mislej)          | 3:56    |
| 7.  | „Jaz sem za tebe tu‟ (J. Ogrin/T. Furlanič)       | 3:46    |
| 8.  | „Senca‟                                           | 4:13    |
| 9.  | „Zvezda‟ (J. Ogrin/D. Mislej)                     | 4:21    |
| 10. | „Amerika‟                                         | 3:44    |
| 11. | „Devica‟ (J. Ogrin/V. Valič)                      | 4:08    |
| 12. | „Zunaj nekaj pada‟                                | 4:38    |
| 13. | „Greta‟                                           | 4:31    |
| 14. | „Dam ti jutra‟ (Z. Cotič/D. Mislej)               | 4:20    |
| 15. | „Dobrodošli‟                                      | 3:46    |
| 16. | „Ležim‟                                           | 4:37    |
| 17. | „Afrika‟ (J. Ogrin/D. Mislej)                     | 6:46    |
| 18. | „Jimmy Hue‟                                       | 4:49    |

## Osebje

### Halo
- Danilo Kocjančič – kitara, vokal, solo vokal (15)
- Jadran Ogrin – bas kitara, vokal
- Zdenko Cotič – solo kitara, ustna harmonika
- Tulio Furlanič – bobni, solo vokal

### Gostje
- Lara Baruca – vokal, solo vokal (12, 16)
- Tinkara Kovač – vokal, solo vokal (12)
- Marino Legovič – klaviature, Hammond, harmonika
- Aljoša Jerič – tolkala

### Produkcija
- Tonski mojster: Igor Kuralt
- Tehnični asistent: Rado Kozlovič
- Ozvočenje in mix v dvorani: Robert Ličen
- Post mix: Igor Kuralt in Jadran Ogrin
- Editing: Drago Hrvatin in Tulio Furlanič
- Mastering: Jadran Ogrin
- Fotografije: Tomaž Perovič, Zdenko Bombek, Moreno
- Oderska scena: Boris Benčič
- Koncept in ovitek: Borut Pšaker